# Sven Almström
Sven Almström, född 27 februari 1848 i Sevalla socken, död i Örebro 15 juli 1927, var en svensk kirurg.
Almström studerade vid Uppsala universitet och avlade medicine licentiatexamen år 1877. Samma år disputerade han för medicine doktors-graden på avhandlingen Om förträngningar i tårvägarne. Almström tjänstgjorde som amanuens och underkirurg vid Akademiska sjukhuset i Uppsala fram till 1877. Därefter flyttade han till Örebro län, där han först tjänstgjorde som epidemiläkare, senare distriktsläkare i Lindesberg. År 1883 genomgick han militärläkarekursen, och tjänstgjorde vid sidan om sin distriktsläkaretjänst som militärläkare först vid Västmanlands regemente, sedan vid Närkes regemente.
År 1885 blev Almström t.f. lasarettsläkare i Örebro, och blev utnämnd till ordinarie år 1888. Han tjänstgjorde först vid det gamla lasarettet vid Storgatan. Han blev sedan den förste som kom att inneha lasarettsläkartjänsten vid det nya Centrallasarettet i Örebro, när det stod klart år 1892. Han tvingades ta avsked redan år 1904 på grund av ett handeksem. Efter detta var han verksam som praktiserande läkare i Örebro tills kort tid före sin död i hjärnblödning år 1927. Han hade sin praktik först på Storgatan 7 och senare på Storgatan 14-16. Han utnämndes 1897 till riddare av Nordstjärneorden.
| ”                                | Almström åtnjöt stort anseende som framstående kirurg och var i Örebro, ja i hela länet, uppskattad och populär som få. Den reslige mannen med det patriarkaliska skägget och de vänliga ögonen var allmänt vördad som en varmhjärtad människovän och en i hög grad intresserad och framgångsfull läkare. Tillbakadragen till sin natur deltog han föga eller intet i det allmänna. Hans stora intressen bredvid hans yrkesverksamhet voro musiken och botaniken, och under talrika resor hade han samlat växter till ett omfattande herbarium av förstklassig konservering. | „ |
| – Ur: Svensk Läkarehistoria 1930 | |   |